# Вайтвотер (Вісконсин)
Вайтвотер (англ. Whitewater) — місто (англ. city) в США, в округах Волворт і Джефферсон штату Вісконсин. Населення — 14 889 осіб (2020).

## Географія
Вайтвотер розташований за координатами 42°50′15″ пн. ш. 88°44′3″ зх. д. / 42.83750° пн. ш. 88.73417° зх. д. (42.837439, -88.734282).  За даними Бюро перепису населення США в 2010 році місто мало площу 23,45 км², з яких 22,68 км² — суходіл та 0,78 км² — водойми.

## Демографія
Згідно з переписом 2010 року, у місті мешкало 14 390 осіб у 4766 домогосподарствах у складі 1781 родини. Густота населення становила 614 осіб/км².  Було 5113 помешкання (218/км²).
Расовий склад населення:
| - 88,0 % — білих - 3,5 % — чорних або афроамериканців - 1,9 % — азіатів - 0,3 % — корінних американців - 0,1 % — вихідців з тихоокеанських островів - 4,5 % — осіб інших рас |

До двох чи більше рас належало 1,8 %. Частка іспаномовних становила 9,5 % від усіх жителів.
За віковим діапазоном населення розподілялося таким чином: 11,9 % — особи молодші 18 років, 79,7 % — особи у віці 18—64 років, 8,4 % — особи у віці 65 років та старші. Медіана віку мешканця становила 21,9 року. На 100 осіб жіночої статі у місті припадало 102,8 чоловіків;  на 100 жінок у віці від 18 років та старших — 103,2 чоловіків також старших 18 років.
Середній дохід на одне домашнє господарство  становив 42 490 доларів США (медіана — 30 173), а середній дохід на одну сім'ю — 63 299 доларів (медіана — 51 567). Медіана доходів становила 36 076 доларів для чоловіків та 27 088 доларів для жінок. За межею бідності перебувало 37,9 % осіб, у тому числі 16,7 % дітей у віці до 18 років та 4,7 % осіб у віці 65 років та старших.
Цивільне працевлаштоване населення становило 8038 осіб. Основні галузі зайнятості: освіта, охорона здоров'я та соціальна допомога — 30,6 %, мистецтво, розваги та відпочинок — 20,3 %, роздрібна торгівля — 13,8 %, виробництво — 10,7 %.